# Marco Gori (1979)
Marco Gori (Firenze, 26 luglio 1979) è un ex calciatore italiano, di ruolo centrocampista.

## Carriera
In gioventù debutto in Serie A con la maglia dell'Empoli, prima di scendere in Serie C (con le maglie di Battipagliese, Prato e Monza). Dopo aver disputato 5 stagioni con la maglia dell'AlbinoLeffe in Serie B, è approdato nell'estate 2008 a titolo definitivo nella Cremonese.
Nel 2010 riapproda ai lanieri del Prato in Lega Pro Prima Divisione, per concludere la carriera professionistica nel 2012.

## Palmarès

### Club

#### Competizioni nazionali
- Coppa Italia Serie C: 1

Prato: 2000-2001